# Дорофеев, Василий Алексеевич
Васи́лий Алексе́евич Дорофе́ев (24 декабря 1908 — 20 ноября 2012) — советский хозяйственный деятель, председатель колхоза «Красный застрельщик» Починковского района Смоленской области, Герой Социалистического Труда (1966).

## Биография
Родился 24 декабря 1908 года в деревне Жакулино Вяземского уезда Смоленской губернии (ныне Вяземский район, Смоленская область) в семье крестьянина-бедняка.
В детском возрасте Василию удалось получить только четырёхлетнее образование в Дороховской деревенской школе того же уезда, которую он окончил в 1919 году. Свою трудовую деятельность Василий начал в 16 лет, перебравшись в Вязьму, где работал сперва чернорабочим, затем учеником, помощником машиниста на Вяземском маслозаводе. Вступил в ВЛКСМ. В 1932—1934 годах являлся секретарём комитета комсомола на Вяземской льночесальной фабрике. Одновременно с этим учился на рабфаке Московского эксплуатационного института инженеров железнодорожного транспорта, в 1933 году окончил два его курса.
С ноября 1935 года работал шофёром Велижского леспромхоза, механиком машинодорожного отряда, директором вяземского магазина Московской конторы металлосбыта ширпотреба.
В сентябре 1939 года принял участие в Польской кампании РККА: в составе 74-го отдельного танкового батальона 29-й стрелковой дивизии занимал города Барановичи, Новогрудок, Лиду.
До октября 1941 года, пока Вязьму не оккупировали немецкие войска, был директором Вяземской автотранспортной конторы.
После эвакуации из Вязьмы В. А. Дорофеев работал начальником автоколонны в Чебоксарах, Москве, занимаясь доставкой боеприпасов в действующие подразделения РККА и в партизанские отряды, находившиеся за линией фронта.
Вернувшись после освобождения в родную область, В. А. Дорофеев принял активное участие в восстановлении народного хозяйства Смоленщины. Он вновь возглавил автотранспортную колонну в Вязьме, затем в Смоленске. В 1954 году работал заместителем председателя Починковского райисполкома. С апреля 1954 по февраль 1955 года руководил Починковским райпромкомбинатом, затем, до октября 1957 года, — автоколонной. 
В 1957 году по призыву КПСС, в составе «тридцатитысячников», В. А. Дорофеев был направлен на село для укрепления колхозов руководящими кадрами и организации подъёма колхозного производства. Был избран селянами председателем колхоза «Красный застрельщик» Починковского района, который возглавлял на протяжении 12 лет. За короткое время под руководством В. А. Дорофеева колхоз стал одним из лучших и высокодоходных как в районе, так и в области. Поднималась урожайность сельскохозяйственных культур, увеличивалось поголовье общественного стада, повышалась его продуктивность. 
Указом Президиума Верховного Совета СССР от 30 апреля 1966 года за большие успехи в увеличении сельскохозяйственного производства Василию Алексеевичу Дорофееву присвоено звание Героя Социалистического Труда с вручением ордена Ленина и золотой медали «Серп и Молот».
После выхода в 1969 году на пенсию В. А. Дорофеев переехал в Смоленск, но продолжал ещё четыре года работать директором областного грузового автотранспортного предприятия № 3. 
Неоднократно избирался депутатом областного и районного Советов народных депутатов, членом райкома КПСС.
Был женат на Софье Дмитриевне Дорофеевой (1914—1989).
Являясь персональным пенсионером союзного значения, проживал в Смоленске. Умер 20 ноября 2012 года в Москве на 104-м году жизни. 22 ноября был похоронен на Братском кладбище Смоленска.

## Награды
- Герой Социалистического Труда (1966)
- орден Ленина (1966)
- шесть медалей
- Почётная грамота Президиума Верховного Совета РСФСР